# Niezależna Partia Chłopska
Niezależna Partia Chłopska – radykalnie lewicowa polska partia ludowa założona w 1924 przez grupę posłów PSL „Wyzwolenie”. W 1927 rozwiązana przez władze państwowe.

## Historia i działalność
10 listopada 1924 czterech posłów Polskiego Stronnictwa Ludowego „Wyzwolenie”: Adolf Bon, Feliks Hołowacz, Antoni Szapiel i Sylwester Wojewódzki wystąpiło z klubu stronnictwa i utworzyło nowy klub poselski. Dzień później grupa ta w specjalnej odezwie ogłosiła powstanie nowej partii chłopskiej, która przyjęła nazwę „Niezależna Partia Chłopska”. Twórcą nazwy partii był Feliks Hołowacz. Do klubu poselskiego wstąpiło jeszcze dwóch posłów: Alfred Fiderkiewicz (szef zarządu głównego partii) i Włodzimierz Szakun.
Partia przyjęła radykalny program, którego głównymi założeniami były:
- przejęcie władzy drogą rewolucji i powołanie rządu robotniczo-chłopskiego,
- reforma rolna bez odszkodowania, upaństwowienie lasów,
- oddzielenie państwa od Kościoła,
- sojusz z ZSRR.

Partia ściśle współdziałała z Komunistyczną Partią Polski i Sel-Rob-em, wraz z którymi współdziała również w Sejmie, składając radykalne projekty ustaw, m.in. 26 czerwca 1925 projekt ustawy o reformie rolnej, w którym przewidziano wywłaszczenie wielkich majątków ziemskich bez odszkodowań, upaństwowienie lasów, podział wywłaszczonej ziemi między robotników rolnych, bezrolnych i małorolnych chłopów, utworzenie ferm doświadczalnych z majątków o wysokiej kulturze rolnej. W 1926 partia poparła przewrót majowy, lecz w krótkim czasie wycofała się z tego.
Partia w szczytowym okresie liczyła ponad 20 tys. członków, głównie w województwie lubelskim, warszawskim i kieleckim. Do głównych działaczy należeli: Sylwester Wojewódzki, Feliks Hołowacz, Bohdan de Nisau, Władysław Kowalski, Alfred Fiderkiewicz, Włodzimierz Szakun, Franciszek Błaszkiewicz i Jan Rak. Członkiem NPCh był też Władysław Gomułka, który jednak opuścił jej szeregi, w 1926 przechodząc do KPP.
W latach 1925–1927 z NPCh współpracowało Stowarzyszenie Akademickiej Niezależnej Młodzieży Ludowej.
Organy prasowe: „Wyzwolenie Ludu”, „Walka Ludu”, „Walka Chłopska”, „Walka Wsi”, „Walka Pracy”, „Walka Oraczy”, „Niezależny Chłop”, „Niezależny Oracz”, „Lemiesz”, „Snop” i „Zagon”. Partia zmuszona była wydawać pisma pod zmieniającymi się tytułami, aby uniknąć represji związanych z konfiskatami pism i ingerencją cenzury.
Przez przeciwników politycznych, głównie ugrupowania klerykalne i konserwatywne, NPCh określana była jako demoralizująca, bezbożnicza i bolszewicka. Przed delegalizacją partii policja państwowa przeprowadzała rewizje w mieszkaniach działaczy, rozpędzała zebrania partyjne i wiece poselskie oraz konfiskowała wydawnictwa partyjne. W 1926 dokonała licznych aresztowań działaczy NPCh i jej sympatyków.
Pomimo że w lutym 1927 w Sejmie poseł Adolf Bon odparł zarzuty o zdradzie państwa stawiane partii, 11 marca rozporządzeniem ministra spraw wewnętrznych ugrupowanie zostało zdelegalizowane. Po kilku miesiącach nielegalnego bytu w 1928 zrezygnowała z dalszej działalności. Zastąpiło ją nowe ugrupowanie pod nazwą Zjednoczenie Lewicy Chłopskiej Samopomoc, bliskie ruchowi komunistycznemu.